# Парламентские выборы в Швейцарии (1878)
Парламентские выборы в Швейцарии проходили 27 октября 1878 года. Радикально-левая партия осталась крупнейшей парламентской партией, получив 57 из 135 мест Национального совета.

## Избирательная система
135 депутатов Национального совета избирались в 48 одно- и многомандатных округах. Распределение мандатов было пропорционально населению: одно место парламента на 20 тыс. граждан. 
Голосование проводилось по системе в три тура. В первом и втором туре для избрания кандидат должен был набрать абсолютное большинство голосов, в третьем туре достаточно было простого большинства. Каждый последующий тур проводился после исключения кандидата, набравшего наименьшее число голосов. 

## Результаты

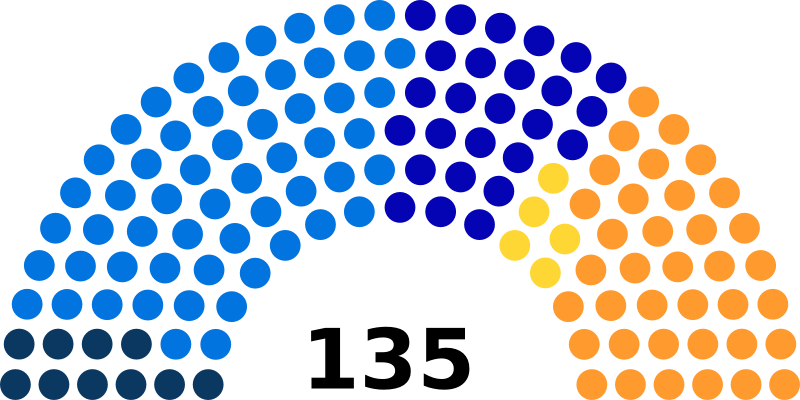
Распределение мест в Национальном совете (1878).

Наивысшая явка была зарегистрирована в кантоне с обязательным голосованием Шаффхаузен, где она составила 95,1 %. В кантоне Швиц явка оказалась наименьшей (26,7 %).
|  | Партия                               | Голосов | %    | Мест | +/– |
|  | Радикально-левые                     |         | 34,8 | 57   | –6  |
|  | Католические правые                  |         | 26,3 | 37   | +4  |
|  | Либеральные центристы                |         | 23,2 | 26   | +6  |
|  | Демократическая группа               |         | 9,4  | 10   | –5  |
|  | Правые евангелисты                   |         | 5,1  | 5    | +3  |
|  | Социалисты                           |         | 0,2  | 0    | 0   |
|  | Независимые                          |         | 1,0  | 0    | 0   |
|  | Всего                                | 360 542 | 100  | 135  | 0   |
|  | Зарегистрированных избирателей/ Явка | 634 080 | 56,9 | –    | –   |
|  | Источник: BFS                        |         |      |      |     |